# Kanonenfieber
Kanonenfieber és un grup de death metal alemany format a Bamberg.

## Història
El líder de la banda i el seu únic membre és «Noise», un músic de Bamberg. El punt de partida de Kanonenfieber és l'intercanvi de Noise amb un amic seu historiador per a escriure un àlbum sobre la Primera Guerra Mundial, el contingut del qual es basava en cartes i documents originals d'aquella època. La fundació va tenir lloc l'any 2020 i des de setembre fins a finals de novembre de 2020 es van enregistrar els nou temes de l'àlbum de debut Menschenmühle al Noisebringer Studio. La mescla i masterització van durar un mes i mig més i Noise era l'únic responsable de les gravacions.
A la pàgina web alemanya Metal.de l'estil de l'àlbum de debut es va descriure com a «black metal/death metal» i a Scheppercore com a «blackened death metal». Jan Jaedike de Rock Hard consideraria el so com a «death metal èpic⁣», altres crítics consideren adequat el terme «black metal melòdic» o «black metal tradicional, amb interludis interessants». Més diferenciat, s'apunta que es podien percebre les veus i alguns riffs manllevats del death metal fins al doom death i també es podien percebre indicis de post-rock.
De l'estat d'ànim creat que impregna la seva música s'ha anomenat la influència de bandes com 1914. En altres llocs s'esmenta a Minenwerfer com a referència. Les melodies i l'«artesania meticulosa» recorden a l'editor Jaedike de Heaven Shall Burn.

## Discografia
- 2021: Menschenmühle (Àlbum, Noisebringer Records, Avantgarde Music)
- 2022: Yankee Division (EP, Noisebringer Records)
- 2022: Stop The War (Single, Noisebringer Records)
- 2022: The Fusilier (EP, Noisebringer Records)
- 2024: Die Urkatastrophe (Century Media Records)[9]